# Torch commando

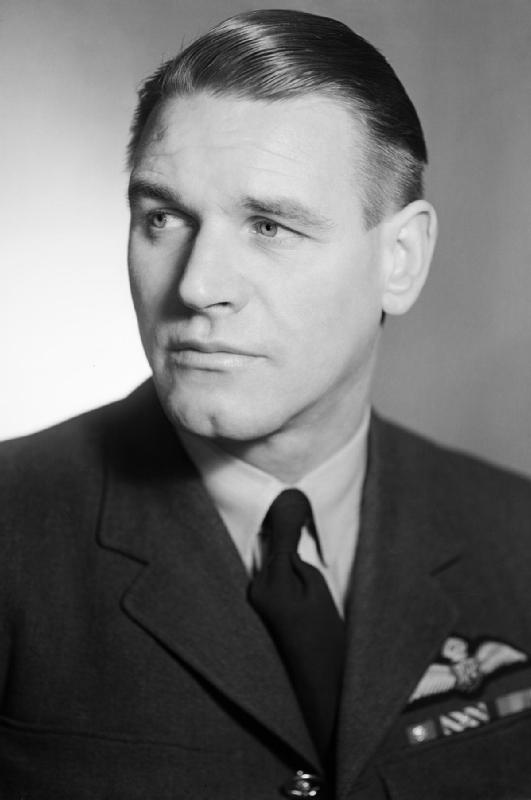
Sailor Malan est l'une des figures de proue du Torch Commando

Torch Commando (TC) était une organisation anti-apartheid, blanche et majoritairement anglophone, fondée en 1951 et issue de la Springbok Legion et du Comité de guerre des anciens combattants. Spécialisé dans l'organisation de marches nocturnes au flambeau, le TC s'opposait au retrait des électeurs coloureds des listes électorales communes dans la province du Cap. Tout comme le Black Sash (une organisation féminine contre l'apartheid) à ses débuts, le TC n'était pas en faveur du suffrage universel pour les non-blancs. Ses figures de proue étaient Sailor Malan et Louis Kane-Berman.
Rassemblant des vétérans de la Seconde Guerre mondiale, la stratégie initiale du Torch Commando était de reprendre les objectifs de la Légion Springboks, en déclin, sans avoir un positionnement politique autant marqué à gauche mais plutôt centriste et proche du parti uni. Il compte à son apogée en 1956 environ 250 000 membres dont de nombreux juges, fonctionnaires et officiers. Faute d'objectifs nouveaux, le mouvement disparaît après le retrait des électeurs couloureds des listes électorales communes dans la province du Cap